# Giorgio Vigolo
Giorgio Vigolo (né le 3 décembre 1894 à Rome où il meurt le 9 janvier 1983) est un écrivain italien, poète, critique musical, romancier et nouvelliste.  

## Biographie
Il représente ce que l'on appelle l'école romaine.
En 1913, il publie son premier « poème en prose » : Ecce ego adducam aquas, dans la revue Lirica dirigée par Arturo Onofri, en 1923 son premier recueil de poèmes, La cité de l'âme ; il écrit aussi dans Voce de Giuseppe De Robertis, dans L'Italie littéraire, dans Circoli e Letteratura ; il se lie d'amitié avec certains membres, dont Julius Evola, du groupe ésotérique d'Ur.
En 1931, il édite la première anthologie des Sonnets de Giuseppe Gioachino Belli pour l'éditeur Angelo Fortunato Formiggini, anticipation de l'édition critique et annotée publiée en 1952 avec Arnoldo Mondadori Editore.
À la fin de la Seconde Guerre mondiale, il commence la critique musicale pour les revues Epoca, Risorgimento Liberale, Il Mondo.
Parmi ses œuvres les plus célèbres figurent les recueils de poèmes Canto del fate et La luce ricorda (Prix Viareggio ) et celui de nouvelles Les Nuits romaines (Prix Bagutta).
En 1982, il publie son unique roman La Virgilia : un long récit, ou poème en prose, que Vigolo écrit à l'âge de vingt-sept ans, en 1921-22. Il s'agit du journal du protagoniste, un jeune musicien venu à Rome au début du XIXe siècle pour jouer de la musique du seizième siècle. La musique a le pouvoir de réveiller de la mort la beauté, la grâce, l'amour. Ses archives sont conservées au Centre d'études sur la tradition manuscrite des auteurs modernes et contemporains de l'Université de Pavie .

## Jugements
Selon le critique Ettore Paratore : "Giorgio Vigolo est l'un de ces écrivains touchés par la grâce qui, à l'époque moderne, à commencer par Giuseppe Gioachino Belli, ont su révéler dans l'exemplaire des trésors d'inspiration suggestive facilement transformables en une vision universelle du monde que la ville éternelle sait inculquer à ses enfants privilégiés. [...] dans ses premiers recueils poétiques (voir Visibilio, Le Retour du Soir, L'Empreinte dans la Ligne de Vie ) l'impulsion de découvrir un nouveau critère de notre mystère existentiel est prééminente : ainsi dans Il face, on peut lire: C'est alors que prise de tes ténèbres, | une connaissance ravie, vous croyez | enfin te lire; décrypter | la langue sombre, syllabe le fort | les lettres et les noms se détachent. | Trompé ! Dans d'autres | miroir tu apparais. " .
Pietro Cimatti écrit : « Son œuvre est dispersée, indisponible ou inédite. Tout un pan de son inventivité de maître du conte visionnaire, a raté la rencontre avec la grande maison d'édition distraite et idiote. Et Vigolo n'a jamais rien fait, sinon "durer dans la vie", pour s'opposer à cette méthode de brigands d'occupation du présent culturel qui a canonisé les médiocres et sanctifié les chefs mafieux de la dernière et avant-dernière littérature dite italienne ».

## Œuvres
- La cité de l'âme, Rome, atelier éditorial romain, 1923
- Chanson immobile, Rome, AF Formiggini, 1931
- Le silence créé, Rome, Novissima, 1934
- Conclave des songes, Rome, Novissima, 1935
- Ligne de vie, Milan, A. Mondadori, 1949
- Chant du destin, Venise, Neri Pozza, 1959
- Les Nuits romaines, Milan, V. Bompiani, 1960
- La lumière se souvient, Milan, A. Mondadori, 1967
- Spectre solaire, Milan, V. Bompiani, 1973
- Les fantômes de pierre, Milan, A. Mondadori, 1977
- La Virgilia, Milan, nouvel éditorial, 1982
- Télescope métaphysique, Rome, Éditions de la comète, 1982
- Rome Fantastique, Milan, Bompiani, 2013 ; collectionne : La Virgilia, Rainbow in black and white, Buonavoglia et Winter's Tale